# Tabira
Tabira es un municipio brasileño del estado de Pernambuco. Administrativamente, la ciudad está formada solo por el distrito sede y por los poblados de Brejinho, Borborema, Riacho do Gado y Campos Novos. Tiene una población estimada al 2020 de 28 704 habitantes.

## Historia
En 1865, Tabira era una hacienda de propiedad del Sr. Gonçalo Gomes dos Santos, que por iniciativa propia formó una pequeña feria, con el objetivo de atraer a los habitantes de la región. El éxito alcanzado dio inicio a la formación de una población, recibiendo inicialmente el nombre de Madeira, después llamada Toco do Gonçalo, en referencia al toco de madera de la feria que servía a la carnicería, posteriormente se llamó Espírito Santo quedando hasta 1939 cuando pasó a denominarse Tabira, en homenaje al gran guerrero indígena Tabira, que según la leyenda, en un combate fue alcanzado por una flecha en el ojo, y retirándola con bravura, continuó luchando hasta vencer sus enemigos. El terreno del patrimonio de Nossa Senhora dos Remédios  y de la ciudad, exactamente el centro de la ciudad, fue donado por el Sr. Gonçalo Gomes, plaza principal lleva su nombre en honor. La capilla del poblado fue inaugurada en misa solemne, por el padre Pedro Pereira de Souza, el 3 de septiembre de 1883, y que posteriormente fue sustituida por la actual iglesia matriz. El 27 de mayo de 1949, tomó posesión el primer alcalde electo por el voto popular, el Sr Pedro Pires Ferreira.
Gonçalo Gomes dos Santos donó al patrimonio de Nossa Senhora dos Remédios partes de sus propiedades, lo que hoy forma el perímetro urbano de la actual ciudad de Tabira.
Tabira fue desglosada del municipio de Afogados da Ingazeira el 31 de diciembre de 1948. Sin embargo sólo fue constituido municipio autónomo por la ley n. ° 508, del 27 de mayo de 1949, fecha en que se conmemora su emancipación política y que coincide con la instalación de la primera Constitución Municipal de Tabira.